# Ostrobotnia Środkowa
Ostrobotnia Środkowa (fiń. Keski-Pohjanmaa, szw. Mellersta Österbotten) – region w Finlandii, położony w dawnej prowincji Finlandia Zachodnia. Stolicą regionu jest Kokkola.

## Gminy
Region ten jest podzielony 2 podregiony (Kaustinen i Kokkola) i składa się z 8 gmin (miasta zostały pogrubione):
Podregion Kaustinen
- Halsua
- Kaustinen
- Lestijärvi
- Perho
- Toholampi
- Veteli

Podregion Kokkola
- Kannus
- Kokkola (Karleby)